# Rue Clotilde-de-Vaux
La rue Clotilde-de-Vaux est une voie du 11e arrondissement de Paris, en France.

## Origine du nom
Elle doit son nom à Charlotte Clotilde Josephine Marie de Ficquelmont, dite Clotilde de Vaux (1815-1846), poétesse et égérie du philosophe Auguste Comte.

## Situation et accès
La rue Clotilde-de-Vaux est une voie publique située dans le 11e arrondissement de Paris. Elle débute au 56, boulevard Beaumarchais et se termine au 47, rue Amelot.
Un buste en bronze de la femme de lettres, dû au sculpteur Décio Villarès (1851-1931), se trouve à l’entrée de la voie, au bord du boulevard Beaumarchais. La petite rue est piétonne, se terminant par un escalier descendant vers la rue Amelot et son centre est occupé par un bosquet devant lequel est érigé le buste.
Elle est desservie par la ligne 8 à la station Chemin Vert.
| |  |  |
| À gauche, la colonne supportant le buste de Clotilde de Vaux par Décio Villarès, et à droite, une vue détaillée de la sculpture. |  |  |

## Historique
L'escalier de la rue correspond à la dénivellation entre la rue Amelot établie sur le fossé extérieur de l'enceinte de Charles V ou chemin de contrescarpe longeant ce fossé et le boulevard Beaumarchais aménagé sur l'ancien rempart supprimé en 1670. 
Les immeubles bordant la rue  de part et d'autre de l'escalier font partie d'une ligne de constructions édifiées au début des années 1840 sur les terrains vendus par la ville  de la rue basse qui longeait le boulevard en contrebas. Cette rue séparée du boulevard par un muret comportant quelques passages en escaliers avait été tracée sur le fossé du rempart. Avant 1840, l'espace entre la rue Amelot et le boulevard n'était donc pas construit.
Cette voie ouverte sous le nom provisoire de « voie E/11 » prend sa dénomination actuelle par un arrêté municipal du 30 août 1978.